# Hans Poelzig
Hans Poelzig, né le 30 avril 1869 à Berlin et mort le 14 juin 1936 à Berlin, est un architecte, peintre, scénographe et ingénieur lumière allemand, représentant important de l'architecture expressionniste et de la Nouvelle Objectivité actif durant les années de la république de Weimar. 

## Éducation
Fils cadet de la comtesse Clara Henriette Marie von Pölzig (1835–1879), elle-même fille du baron Alexander von Hanstein (titré comte von Pölzig en 1827) et de son épouse la princesse Louise de Saxe-Gotha-Altenbourg, Hans Poelzig porte le nom de famille de sa mère, dérivé du domaine de Pölzig en Thuringe, n'ayant pas été reconnu à sa naissance par l'époux de sa mère, le gentleman anglais George Acland Ames (1827-1873), et dont elle se sépare.
En 1903 il devint enseignant et directeur de l'Académie nationale des arts et métiers de Breslau (Kunst und Gewerbeschule - Breslau). De 1920 à 1935, il enseigna à l'université technique de Berlin (Technische Hochschule - Berlin) et dirigea un département architectural à l'Académie des arts de Berlin (Preußische Akademie der Kunste) de Berlin.

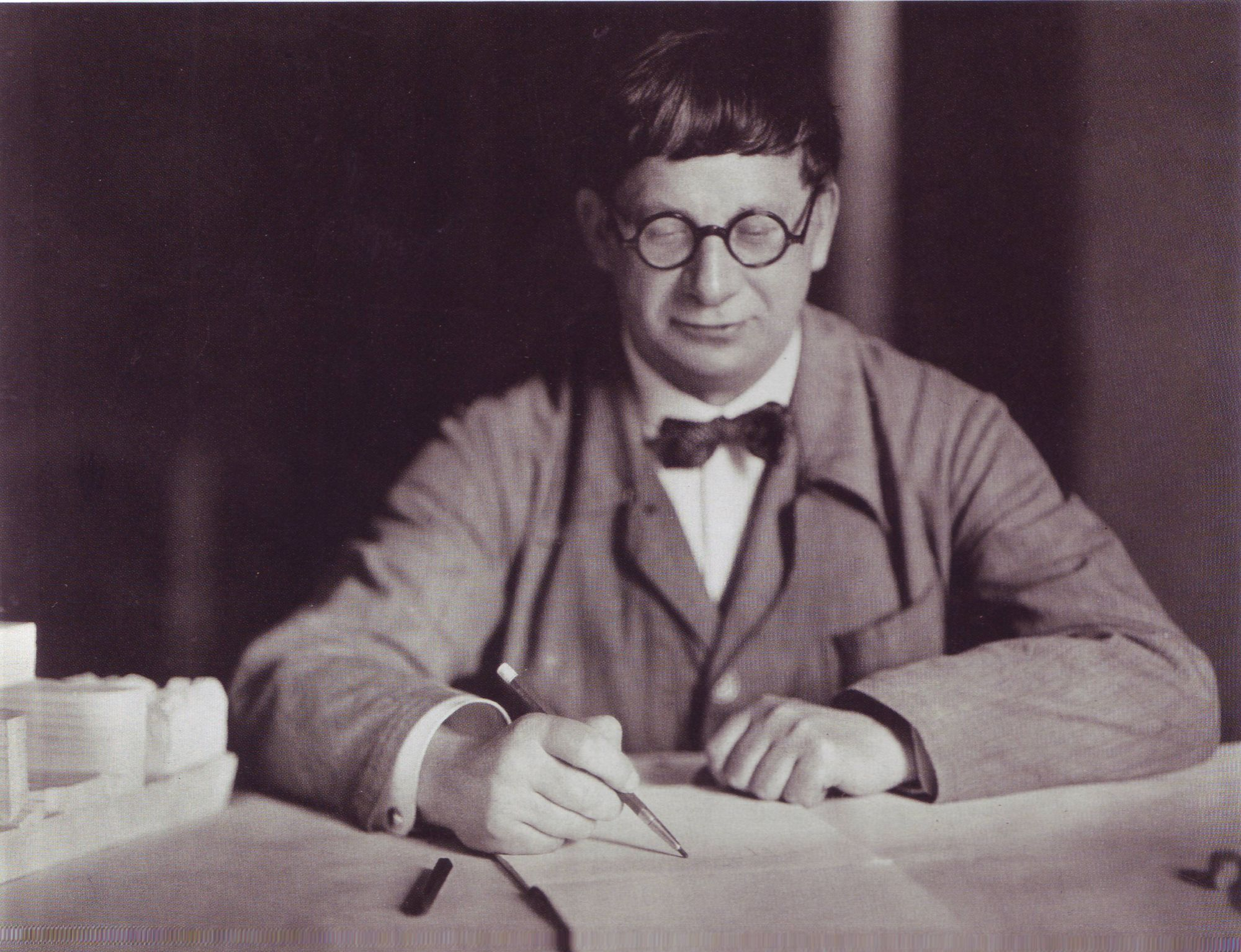
Hans Poelzig (1927)

## Carrière

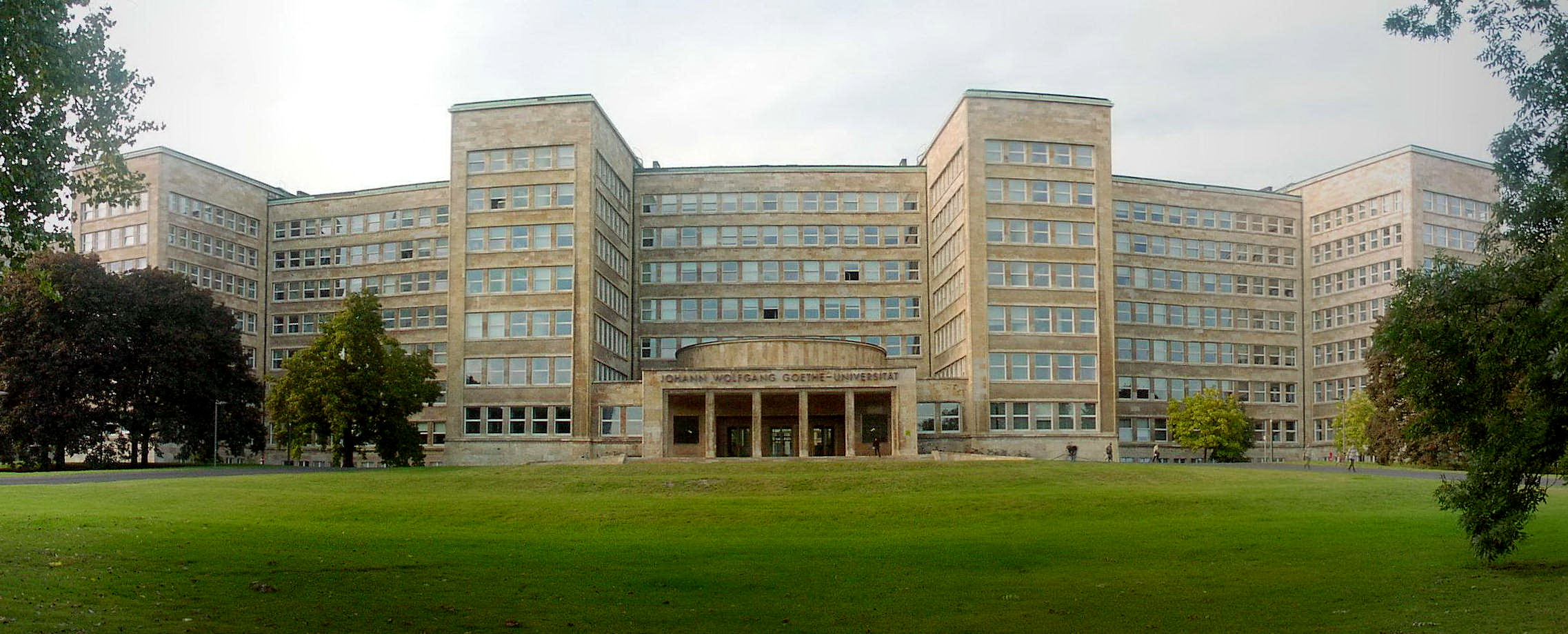
Façade sud de l'ancien siège d'IG Farben construit par Poelzig en 1931 à Francfort-sur-le-Main, devenu quartier général des forces américaines en Allemagne, siège de l'université Goethe.

Au tournant du siècle, après la fin de sa formation, Poelzig dessina beaucoup de bâtiments industriels. Il dessina un château d'eau de 51,2 m de haut à Posen pour une exposition industrielle de 1911.
De 1900 à 1916, il dirigea l'Académie royale des arts et métiers de Breslau. Il fut nommé architecte municipal de Dresde en 1916. Il devint un membre important du Deutscher Werkbund.
Poelzig fut aussi connu pour avoir réaménagé en 1919 l'intérieur de la Großes Schauspielhaus de Berlin pour Max Reinhardt, impresario de Weimar, ainsi que pour les décors du film Der Golem, une production de l'UFA.
Avec ses contemporains architectes à Weimar comme Bruno Taut ou Ernst May, l'œuvre de Poelzig s'est développé au milieu des années 1920 à travers l'Expressionnisme et la Nouvelle Objectivité avant l'arrivée d'un style plus conventionnel et plus économe de moyen. En 1927 il fut un des protagonistes du Weißenhofsiedlung à Stuttgart, première manifestation de ce qui allait devenir le Style international. Dans les années 1920 il dirigea une agence d'architecture en partenariat avec sa deuxième femme Marlene Poelzig (née Moeschke) (1894-1985). Poelzig dessina aussi la maison de la radiodiffusion dans le quartier de Charlottenbourg à Berlin, un bâtiment remarquable à la fois dans l'histoire de l'architecture, de la Guerre froide et de l'ingénierie.
Le bâtiment de Poelzig le plus connu est l'énorme et légendaire bâtiment de l'IG Farben achevé en 1931, bâtiment construit pour l'administration de la compagnie IG Farben à Francfort-sur-le-Main. En mars 1945 le bâtiment fut réquisitionné par l'armée américaine, devenant le quartier général des forces américaines en Allemagne jusqu'en 1995. Aujourd'hui, il est connu comme étant le bâtiment Poelzig de l'université Goethe.
Quelques-uns de ses projets ne virent jamais le jour : c'est le cas du Palais des Soviets et de celui de la Société des Nations à Genève.
Poelzig mourut à Berlin en juin 1936 et est inhumé dans l'ancien cimetière de Wannsee.

## Œuvre

### Bâtiments

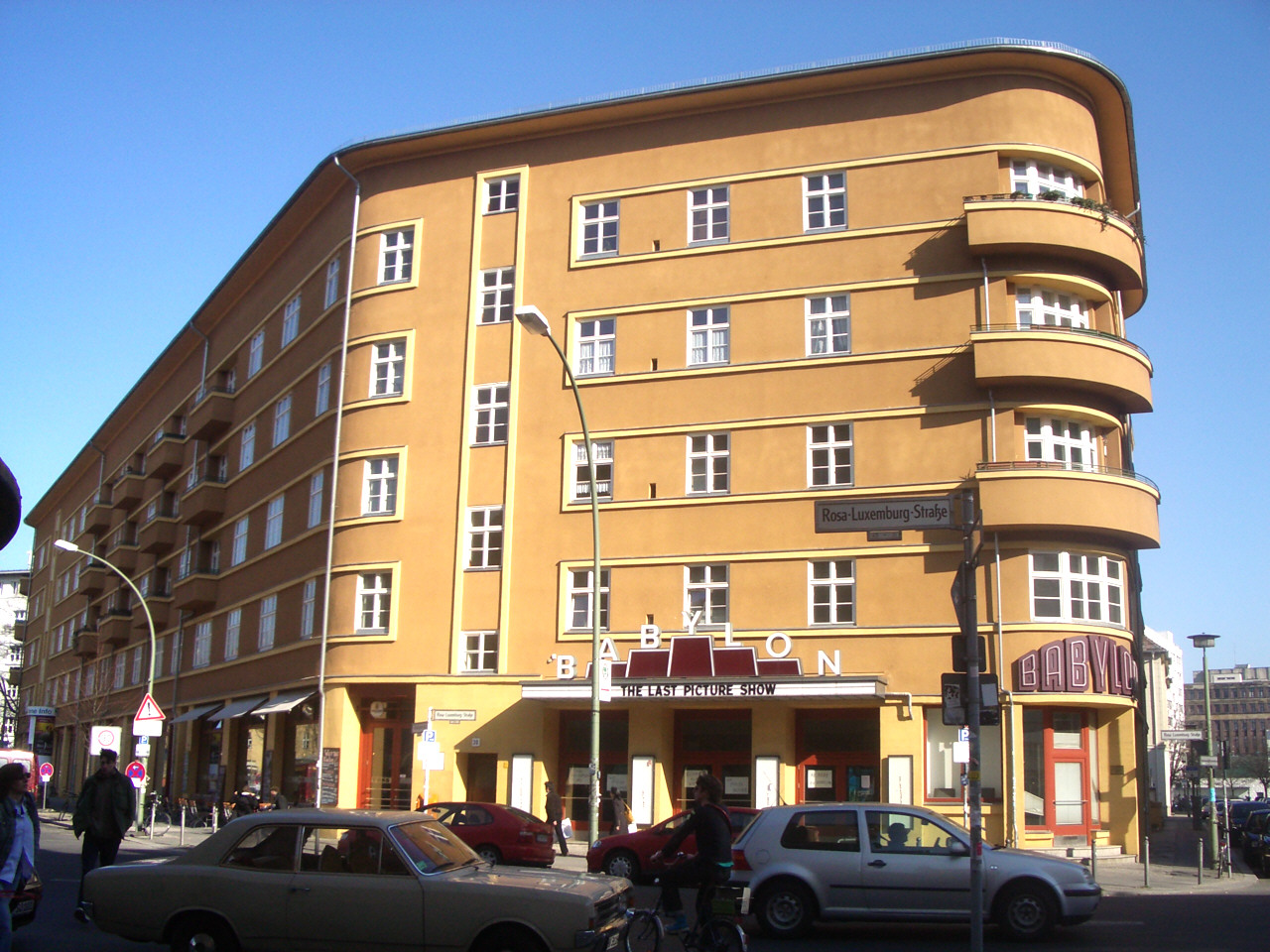
Cinéma Babylon et appartements à Berlin

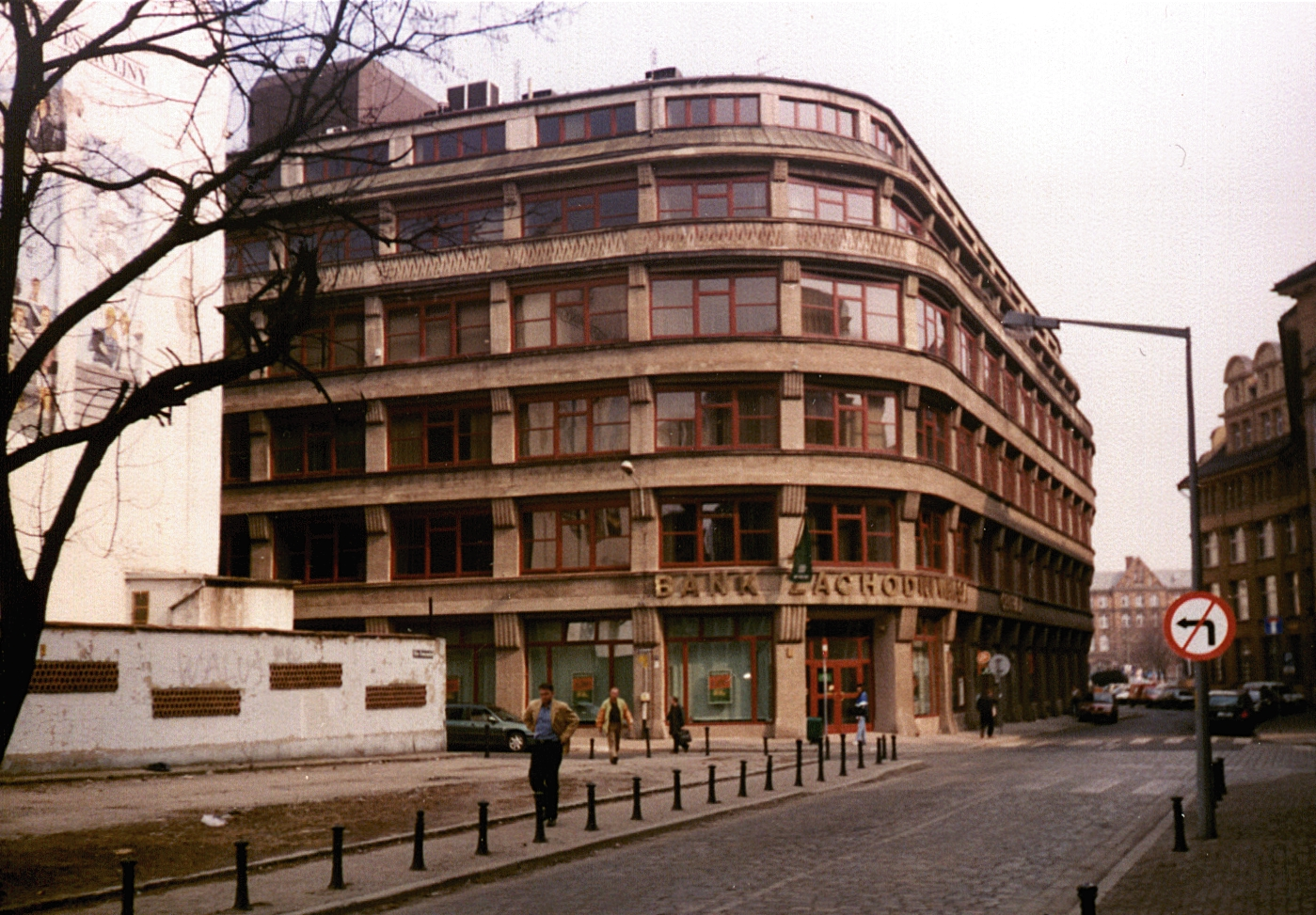
Grands magasins de Breslau construits en 1912

- 1901 Flèche d'église à Wrocław
- 1904 Maison de famille avec pavillon de jardin pour l'exposition des Arts & Crafts
- 1907 - vers 1909 : Bâtiment de bureau et magasins sur la Hohenzollernstraße à Breslau (aujourd'hui Wrocław, bâtiment démoli)
- 1908 Immeuble de logement au coin de la Menzelstraße et de la Wölflstraße à Breslau (aujourd'hui Sztabowa/Pocztowa à Wrocław)
- 1908 Immeuble de logement sur la Hohenzollernstraße à Breslau (aujourd'hui Wrocław, bâtiment démoli)
- 1911 Usine d'acide sulfurique à Luboń
- 1911 Silo à grains et marché couvert à Luboń
- 1911 Hall d'exposition et tour à Poznań pour une exposition industrielle
- 1912 Grands magasins sur la Junkernstraße à Breslau (aujourd'hui ul. Ofiar Oświęcimskich à Wrocław)
- 1913 Hall d'exposition, restaurant à vin et pergola pour une exposition à Wrocław (aujourd'hui classé au patrimoine de l'UNESCO)
- 1919 Großes Schauspielhaus à Berlin
- 1920 Théâtre de festival à Salzbourg
- 1924 Bureaux à Hanovre
- 1927 Cinéma Deli à Breslau (aujourd'hui Wrocław, bâtiment démoli)
- 1929 Haus des Rundfunks (Station de radio) à Charlottenburg (Berlin)
- 1931 Bâtiment de l'IG Farben à Francfort-sur-le-Main
- Appartements et cinéma sur la Rosa-Luxemburg-Platz à Berlin

### Projets
- Palais des Soviets
- Société des Nations
- 1920 - Décors du film Der Golem
- 1921 - Concours du gratte-ciel de la Friedrichstraße à Berlin
- 1925 - Cinémas Capitol à Berlin
- 1926 - Forum allemand du Sport à Berlin

## Distinctions
Le 18 novembre 2015, le Friedrichstadt-Palast a érigé solennellement en l'honneur de ses fondateurs Max Reinhardt, Hans Poelzig et Erik Charell le monument de la Friedrichstraße 107.